# Grupo 4 de Caza
El Grupo 4 de Caza (G4C) es una unidad de combate de la Fuerza Aérea Argentina con asiento en El Plumerillo, Provincia de Mendoza y dotada de los aviones de entrenamiento avanzado y ataque ligero IA-63 Pampa. Forma parte de la IV Brigada Aérea.
Combatió en la guerra de las Malvinas con aviones de ataque Douglas A-4C Skyhawk desde la Base Aérea Militar San Julián.

## Composición
- Escuadrón IA-63 Pampa • formación de los futuros pilotos de caza mediante la impartición del Curso de Estandarización de Procedimientos para Aviadores de Combate (CEPAC).[1][2]
- Escuadrón III de Búsqueda, Rescate y Tareas Especiales Aérospatiale SA 315B Lama y Bell 407 • búsqueda y rescate.
- Escuadrón Servicios Cessna 182 Skylane • propósitos generales.

## Historia
Fue creado en 1978 en base al anterior Grupo 4 de Operaciones, vigente desde 1972 —este, a su vez, fue la continuación del Grupo 1 de Caza-Bombardeo. En aquellos años su material de dotación eran el ya veterano caza F-86F Sabre y el entrenador MS.760 Paris, sumando a estos un lote de A-4C Skyhawk a partir de 1975. En 1977 se incorporaron helicópteros SA 315B Lama para equipar un escuadrón de búsqueda y rescate —ese año, el helicóptero al mando del teniente Héctor Pereyra aterrizó tres veces en la cumbre del Cerro Aconcagua.
Entre 1976 y 1978 la FAA incorporó 25 Douglas A-4C Skyhawk. El 11 de abril de 1976 fueron asignados a la IV Brigada Aérea. Los A-4C cargaban el misil aire-aire Rafael Shafrir 2.
Desde su incorporación, los A-4C sufrieron la falta de repuestos. Recién 1978, se pusieron en servicio 13 radioaltímetros AN/APN-141V y seis radares AN/APG-53A.

### Conflicto de Malvinas
El A-4C Skyhawk, avión que dotaba al G4C, precisó reabastecimiento en vuelo (REV) para tener más posibilidades de llegar al objetivo, atacar y regresar al continente. Sumado a esto solo existían dos aviones reabastecedores y ante cualquier problema en el reabastecimiento los pilotos solamente podían abortar la misión en el mejor de los casos o eyectarse en el mar.
El Grupo 4 de Caza se desplegó en la Base Aérea Militar San Julián (SJU) con quince A-4C Skyhawk.
El armamento era inadecuado para usarlo contra buques. Este problema se intento solucionar variando los tiempos de armado de las espoletas y retardos para mejorarlo. La falta de conocimiento sobre el tema y de ensayos hizo que los cambios no dieran el resultado esperado. Finalmente con armas aptas provistas por el fabricante y bien analizados, dieron buenos resultados pero con un gran porcentaje de fallas.

#### El 1 de mayo
El 1 de mayo, a causa de los primeros combates, el Comando de la Fuerza Aérea Sur recibía muchas informaciones y comenzó a ordenar misiones. Estas eran impartidas mediante órdenes fragmentarias (OF).
- OF 1095, cuatro A-4C, indicativo Oso y cargados con bombas retardadas por paracaídas (BRP). La misión fue: ataque a objetivo naval (AON). La tripulación fue el capitán Fernando Castellano, el teniente Daniel Paredi, el capitán Mario Caffaratti y el teniente Ricardo Lucero. Despegaron a las 11:00 horas. Regresaron a las 13:30 horas.[10]
- OF 1103, dos A-4C, indicativo Pampa y armados con misiles Shaffrir. La misión fue dar cobertura aérea. Los pilotos fueron el primer teniente José Daniel Vázquez y el teniente Atilio Zattara. Decolaron a las 13:30 horas. Volvieron a las 16:10 horas.[11]
- Dos A-4C, misión: cobertura aérea. La tripulación fue el teniente Néstor Edgardo López y el primer teniente Daniel Manzotti. Despegaron a las 14:00 horas. Regresaron a las 15:00 horas.[12]
- OF 1106, dos A-4C, indicativo Pampa y cargados con misiles Shaffrir. La misión fue: reconocimiento ofensivo (ROF) y cobertura aérea. La tripulación fue el capitán Eduardo Almoño y el alférez Carlos Codrington. Decolaron a las 15:20 horas. El guía, con fallas en el VHF y en el transvase de combustible desde el tanque izquierdo, se informó de que estaban siendo perseguidos por una PAC inglesa. Abortó y escapó. Volvieron a las 17:20 horas.
- OF 1114, cuatro A-4C, indicativo Lana y armados con dos BRP. La misión: AON en bahía de la Anunciación. los aviadores fueron el capitán Jorge Osvaldo García, el alférez Jorge Casco, el alférez Gerardo Guillermo Isaac y el teniente Jorge Ricardo Farías. Despegaron a las 16:30 horas. Volvieron a las 18:30 horas. El radar les informó que tenían interceptores en la cola. Abortaron la misión.[13]

#### 9 de mayo
El 9 de mayo la FAS apreció que la meteorología mejoraba sobre Puerto Argentino/Stanley y que habían de dos buques británicos en piquete radar en los radiales 330° a 30 o 40 mn y 215° a 20 mn de esa capital. Sin embargo, el tiempo en el resto del Teatro de Operaciones permanecía marginal. La FAS emitió las siguientes misiones para el G4C:
- OF 1174. Cuatro A-4C. Indicativo: Trueno. Armamento: una bomba de 1 000 lb (453.4 kg) cada uno. Misión: AON. Tripulación: capitán Jorge Osvaldo García, teniente Jorge Ricardo Farías, alférez Jorge Casco y alférez Gerardo Guillermo Isaac. Despegue: 13:00 horas.
- OF 1177. Tres A-4C. Indicativo: Cóndor. Armamento: cañones y una bomba de 1 000 lb. Tripulación: capitán Mario Caffaratti, primer teniente Jorge Vázquez y teniente Ricardo Lucero. Despegue: 14:15 horas. Aterrizaje: 16:15 horas.
- OF 1178. Dos A-4C. Indicativo: Fortín. Armamento: cañones y una bomba de 1 000 lb. Tripulación: primer teniente Ernesto Ureta y teniente Daniel Paredi. Despegue: 14:30 horas. Aterrizaje: 17:30 horas.

Los números 1 y 4 de la escuadrilla Trueno regresaron a su base a las 15:08 horas por fallas en transvase de combustible. Los números 2 y 3 (Casco y Farías) reabastecieron y continuaron. Volaban en condiciones atmosféricas marginales (techo de vuelo bajo, lloviznas aisladas, bancos de niebla, etcétera). A las 14:40 horas preguntaron al oficial de control aéreo táctico (OCAT) más datos sobre la posición del buque inglés. No veían las islas ni estaban enlazados con el radar Malvinas (no estaban en pantalla). El OCAT les respondió que estimaba que el objetivo estaba más al este. Continuaron en vuelo rasante. Se estrellaron contra las islas Los Salvajes, no muy lejos de su objetivo, el HMS Coventry (D118). Así el G4C perdió dos de sus pilotos.
La escuadrilla «Cóndor», a 40 mn del cabo Belgrano, volando entre nubes a 500 pies (152.4 m), con lluvia torrencial, visibilidad cero y en formación ciega, decidieron regresar y lo comunicó al OCAT a las 15:26 horas. Aterrizó en SJU a las 16:45 horas.
El Comando de la FAS les ordenó a los «Fortín» regresar.

#### El callejón de las bombas
El G4C participó en los ataques a buques británicos del 21 de mayo en el estrecho de San Carlos. Lo hizo a partir de la segunda oleada.
- OF 1187. Tres A-4C. Indicativo: «Tero». Armamento: una bomba MK-17 de 1 000 lb. Despegue: 11:17 horas. El guía y su numeral tuvieron inconvenientes en el REV por lo que regresó. Quedaba solo el teniente Néstor Edgardo López, quien se incorporó a la escuadrilla Pato que se estaba acercando al PCRA (puesto de control de reabastecimiento en vuelo). El numeral de Pato también tuvo problemas del mismo tipo y se volvió. Siguieron los demás.
- OF 1188. Tres A-4C. Indicativo: «Pato». Armamento: una MK-17. Tripulación: capitán Eduardo Almoño, teniente Néstor Edgardo López y primer teniente Daniel Manzotti. Se agregó el capitán Jorge Osvaldo García, quien provenía de la escuadrilla posterior (OF 1191, indicativo: «Rondo») y había despegado solo, pues su numeral, el alférez Isaac, le había fallado su avión en la puesta en marcha. Finalmente, esta escuadrilla, luego del REV, quedó conpuesta por Almoño, López, García y Manzotti. Partieron del REV a kas 12:54 horas. Sobrevolaron la isla Gran Malvina y cerca del poblado Chartres fueron interceptados por una PAC de Sea Harrier FRS-1 del Escuadrón Aéreo Naval 800 del HMS Hermes. Se vieron obligados a lanzar sus bombas y escapar. La fragata HMS Brilliant, quien cumplía funciones de CIC (centro de información y control) los interceptó eficazmente. Los aviones ingleses dispararon sus misiles AIM-9 Sidewinder que derribaron al primer teniente Manzotti y al teniente López. Se visaulizó una eyección de un argentino y otra de un británico, quien, aparentemente, se eyectó al perder el control de su avión y antes de que impactara contra el suelo. El aviador argentino eyectado, Manzotti, murió, aparentemente, por la velocidad en la que iba su A-4 al salir. Todo esto ocurrió al sur de puerto Christmas. Su cuerpo apareció el 24 de mayo. Almoño y García aterrizaron a las 14:30 horas.

A continuación la unidad participó de la cuarta oleada.
- OF 1201. Tres A-4C. Indicativo: «Raspón». Armamento: cañones y una MK-17. Misión: AON en el canal Coton. Tripulación: capitán Mario Caffarati y teniente Ricardo Lucero (el tercer avión no salió por problemas técnicos). Despegue: 15:45 horas. Aterrizaje: 17:45 horas.
- OF 1202. Tres A-4C. Indicativo: «Choclo». Armamento: cañones y una MK-17. Misión: AON en el canal Coton. Tripulación: capitán Jorge Pierini, primer teniente Ernesto Ureta y teniente Daniel Méndez. Despegue: 16:00 horas. Aterrizaje: 18:00 horas.

Ambas escuadrillas sobrevolaron la zona del objetivo material (OM) sin hallarlo.

#### 22 de mayo
- OF 1204. Cuatro A-4C. Indicativo: León. Tripulación: capitán Mario Caffaratti, teniente Jorge Bono, primer teniente Ernesto Ureta y alférez Carlos Codrington. Despegue: 14:40 horas. Aterrizaje: 17:20 horas. Arribaron al estrecho de San Carlos con mal tiempo. La falta de un oficial de control aéreo adelantado (OCAA) en la zona del objetivo y de señalización de la tropa argentina, imposibilitó realizar un ataque a puerto San Carlos. El guía suspendió la misión y la escuadrilla emprendió el regreso. Cerca de cruzar el estrecho, divisaron un buque en la costa este del canal. No lo atacaron por estar en desventaja. Aceleraron para salir de alcance de las armas del barco. Después de arribar al continente se enteraron de que era un barco argentino varado después de haber sido atacado por una fragata inglesa.[19]

#### 24 de mayo

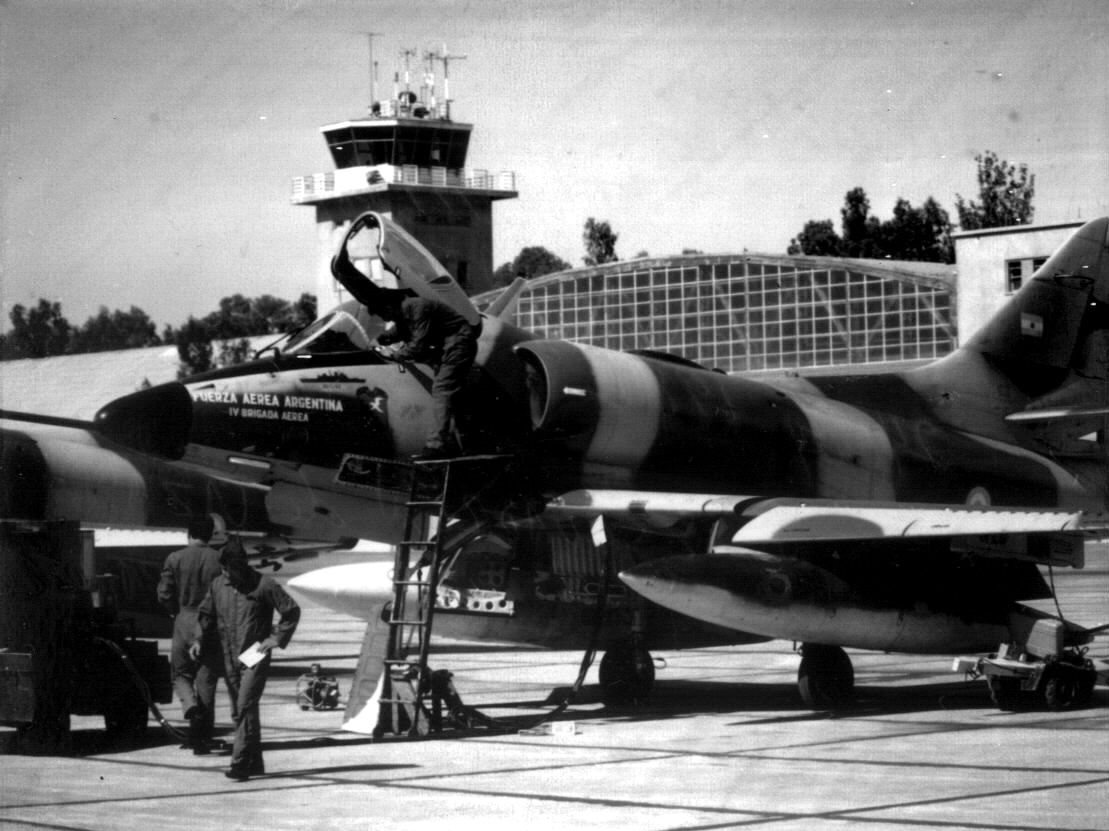
A-4C

- OF 1229. Tres A-4C. Indicativo: «Halcón». Armamento: tres BRP. Tripulación: capitán Jorge Pierini, teniente Daniel Méndez y primer teniente Ernesto Ureta. Despegue: 09:30 horas. La escuadrilla canceló el ataque y escapó. Aterrizaje: 12:00 horas.[20]
- OF 1230. Tres A-4C. Indicativo: «Jaguar». Tripulación: primer teniente José Vázquez, alférez Martínez y teniente Jorge Bono. Despegue: 10:00 horas.
- Dos A-4C. Tripulación: teniente Ricardo Lucero y teniente Oscar Cuello. Despegue: 09:40 horas. Aterrizaje: 11:40 horas.

Llegaron a la zona del objetivo cerca de las 11:30 horas y se dirigieron a bahía San Carlos con rumbo 190/220°. Atacaron a la HMS Arrow con seis bombas. Un numeral vio una llamarada en dicha fragata. Estimaron ocho a diez barcos en el estrecho y uno que creían era el SS Canberra. El jefe de Escuadrilla ordenó al n.º 3 eyectarse pero a este le informó que aún tenía 3000 lb de combustible.
Pusieron rumbo 260° en ascenso sobre el estrecho. Visualizaron un buque y descendieron nuevamente. Al terminar de cruzar el estrecho (5 mn al norte de bahía Fox) ascendieron y chequearon su combustible: el n.º 1 tenía 1500 lb, el n.º 2 tenía 2280 lb y el n.º 3 tenía 2500 lb.
Cruzaron la Gran Malvina en ascenso. Ya sobrevolando el mar, al norte de la isla San Jorge, observaron al teniente Bono iniciar un suave viraje descendente y estrellarse en el mar. Existen dudas sobre su eyección, de todas maneras cayó al helado mar. Solicitaron al KC-130H «Madrid 2» que les efectuara homing de guía. Lo encontraron en el nivel de vuelo 100 y conectaron (el n.º 1 tenía 200 lb y el n.º 2 tenía 1 200 lb) y así navegaron a hasta 30 mn de San Julián. Aterrizaron a las 13:00 horas.
Para auxiliar a los «Jaguar», el KC-130H se acercó a 60 mn de la Gran Malvina.

#### 25 de mayo
- OF 1235. Cuatro A-4C. Indicativo: «Bingo». Armamento: BRP. Tripulación: capitán Jorge Osvaldo García, teniente Ricardo Lucero, teniente Daniel Paredi y alférez Gerardo Guillermo Isaac. Despegue: 11:03 horas. Reabastecieron con el «Paris», arribaron a la isla Gran Malvina y la cruzaron rasante. Arribaron a la bahía San Carlos a las 12:55 horas donde atacaron a los buques británicos allí reunidos. Recibieron fuego antiaéreo. Un misil Rapier derribó al teniente Lucero. El HMS Fearless, el mismo buque al que había atacado, lo rescató. Los tres restantes atacaron probablemente a la HMS Avenger. El n.º 4 solo con cañones pues no salió su bomba, el n.º 3 impactó con bombas y cañones y del n.º 1 no hay informe de su ataque. El escape fue individual. El guía que tenía problemas hidráulicos. Cuando iba en ascenso, debido a sus averías, un misil Sea Dart del HMS Coventry (D118) lo derribó. No hubo eyección. Así murió el capitán García. Se estima que su A-4C cayó entre Pradera del Ganso y Rincón del Picaso.[21]

Paredi e Isaac siguieron en alejamiento. El n.º 4 se percató de una merma considerable de combustible, por lo que eyectó cargas externos y solicitó REV. Ascendieron y acoplaron en el KC-130H «Berlín». Llegaron a San Julián a las 14:30 horas.

#### 27 de mayo
- OF 1246, tres A-4C, indicativo «Tigre», cargados con BRP. La tripulación fue el capitán Jorge Pierini, el teniente Oscar Cuello, y el teniente Daniel Méndez. Despegaron a las 10:00 horas. Volvieron a las 12:30 horas con reabastecimiento en vuelo, no encontraron los objetivos navales.[22]
- OF 1249, tres A-4C, indicativo «Tanque», cargados con BRP. Los pilotos fueron el capitán Eduardo Almoño, el alférez Carlos Codrington y el primer teniente Normando Costantino. Despegaron a las 10:25 horas. Costantino se unió al numeral 3 de la escuadrilla «Tigre». No pudieron reabastecer por inconvenientes en sus tanques externos (eran de Pucará) y regresaron a las 12:45 horas.

#### 28 de mayo
- OF 1253,  tres A-4C, indicativo «Toro». La tripulación fue el capitán Mario Caffaratti, el primer teniente Omar Jesús Castillo y el alférez Gerardo Guillermo Isaac. Despegaron a las 13:10 horas, sobrevolaron el objetivo a las 14:15 horas y volvieron a las 16:10 excepto Caffarati quien regresó a las 15:20 por fallas.[23]
- OF 1259, tres A-4C, indicativo «Chispa». La tripulación fue el primer teniente José Daniel Vázquez, el teniente Atilio Zattara y el teniente Daniel Paredi. Despegaron a las 13:00 horas, sobrevolaron el objetivo a las 14:20 horas y regresaron a las 15:30 horas menos Vázquez quien arribó a la base a las 14:20 horas por haber tirado la bomba accidentalmente cuando seleccionó el panel de armamento.

#### El ataque al portaaviones Invincible

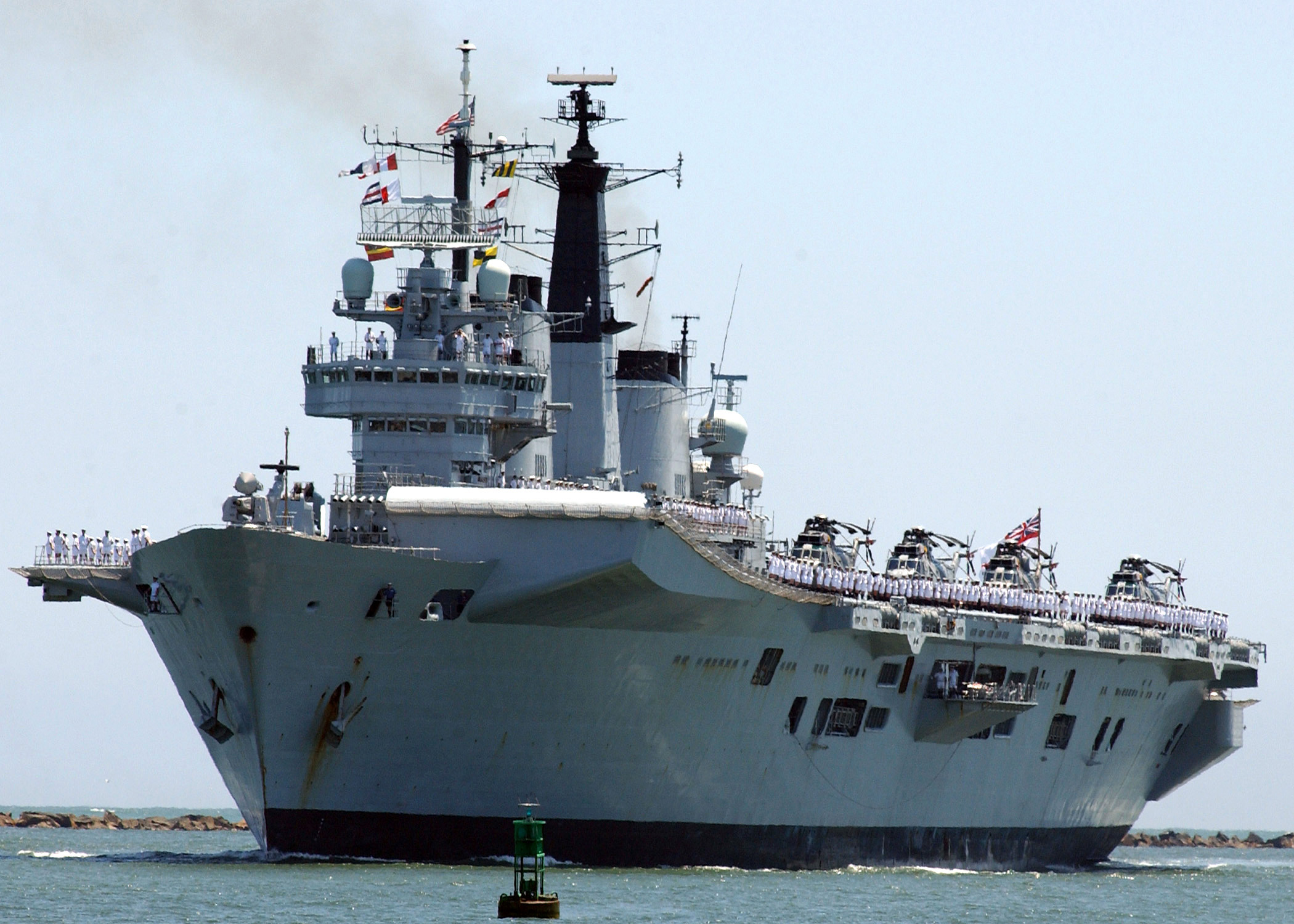
HMS Invincible

El 28 de mayo la Armada Argentina decidió ejecutar un ataque al portaaviones británico HMS Invincible. Para ello su sistema de armas Super Étendard-Exocet AM 39 necesitaba dos reaprovisionamientos en vuelo por parte de los KC-130H Hercules de la Fuerza Aérea. La Fuerza Aérea Sur solicitó, dada las circunstancias terminales del conflicto, intervenir con una Escuadrilla para incrementar el poder de fuego contra dicho objetivo.
A pesar de la reticencia de la Armada debido a la falta de discreción de los aviones de la Fuerza Aérea, esta consiguió participar. Se decidió que los aviones A-4C realizaran la misión por su capacidad de reabastecimiento en vuelo y autonomía de oxígeno. Se emitió la siguiente orden fragmentaria:
- OF 1268. Cinco A-4C. Indicativo: «Zonda». Armamento: tres BRP de 250 kg. Misión: ataque al portaaviones en la posición 51°38′S 53°38′O / -51.633, -53.633.

Debido a la peligrosidad de la operación, el jefe de Escuadrón pidió voluntarios y así se presentaron dos jefes de Escuadrilla, los primeros tenientes José Daniel Vázquez y Ernesto Ureta. Estos eligieron sus respectivos numerales, el primer teniente Omar Jesús Castillo, el teniente Daniel Paredi y el alférez Gerardo Guillermo Isaac. Uno de estos tres debía actuar como reserva.
La ruta era despegando en Aeropuerto de Río Grande, el 29 de mayo al mediodía arribaron los A-4C a esa ciudad. Inconvenientes en los KC-130H motivaron posponer la operación al día siguiente. El Escuadrón A-4C aprovechó la oportunidad para cambiar dos aviones que tenían desperfectos.
Concepto de la operación
La operación fue realizada por dos Super Étendard (SUE) de la 2.ª Escuadrilla Aeronaval de Caza y Ataque. Indicativo: «Ala». Tripulación: capitán de corbeta A. Francisco y teniente de navío L. Collavino; dos KC-130H del Grupo 1 de Transporte Aéreo. Indicativo: Cacho y Gallo; y cinco A-4C del Grupo 4 de Caza (ya descritos). El despegue sería Río Grande los SUE y A-4C, y desde Río Gallegos los KC-130H. Los reactores y los reabastecedores se reuniría en el punto de control de reabastecimiento en vuelo (PCRA) 55°50′S 58°00′O / -55.833, -58.000. En esta posición efectuaría el REV. Ambos sistemas (SUE y A-4C) reabastecerían dos veces para partir con la máxima carga de combustible posible. A partir de allí saldrían con rumbo 330º o 350º en vuelo rasante, 100 pies (30.4 m) de altura. Los SUE irían adelante y los A-4C a cada lado. La velocidad de aproximación sería de 420 nudos (777 km/h). A las 100 mn (185.2 km) los SUE localizarían al objetivo naval con su radar de a bordo. A las 13.5 mn (25 km) de distancia los SUE lanzarían el último misil Exocet AM 39 que le quedaba a Argentina en ese momento. Consecutivamente regresarían a Río Gallegos sin realizar REV.
Los A-4C acelerarían al máximo siguiendo el rastro del misil. Llegarían al portaaviones 50 segundos después del impacto, para lanzar sus tres bombas de BRP de 250 kg. Estas bombas tenían como propósito reforzar el poder de destrucción del Exocet que no había sido concebido para hundir sino para averiar a un barco de 20 000 t de desplazamiento como era el Invincible.
La ejecución
A las 11:25 horas despegaron los KC-130H desde Río Gallegos y se dirigieron al PCRA. A las 12:30 horas despegaron los SUE y A-4C desde Río Grande.
Una vez disparado el Exocet, los A-4C, Ureta e Isaac a la derecha, y Castillo y Vázquez a la izquierda, se lanzaron convergiendo casi en línea, sobre la estela del proyectil.

#### El día más negro la flota
El 8 de junio la FAA ejecutó un ataque certero a la flota británica.
- OF 1298. Cuatro A-4C. Indicativo: Yunque. Armamento: tres BRP. Misión: ataque a objetivos terrestres (AOT) en Fitz Roy. Tripulación: capitán Mario Caffaratti, teniente Atilio Zattara, teniente Daniel Paredi y alférez Carlos Codrington. Despegue: de SJU, a las 15:36 horas. Navegaron hacia el PCRA, donde reabastecieron del KC-130H indicativo Parca 2.[25]

El n.º 4 cargó 1 000 litros menos por inconvenientes en el sistema de combustible. Cuando arribaron a 100 mn de las islas, volando al tope de nubes medias y chaparrones aislados, descendieron a rasante. La visibilidad estaba reducida por la bruma y la hora crepuscular. Se pusieron en una formación tendiente a la línea. Escucharon llamados del CIC Malvinas y no contestaron. Unas 5 mn antes del OM, el guía avistó al RFA Sir Galahad (L3005), que ardía en su sección media. No observaron PAC y el era difícil visualizar el terreno por la falta de luz. Pudieron ubicar al OM por el fuego de la artillería antiaérea británica, que era intenso desde el frente y los costados.
Lanzaron sus armas en salva, cuando el equipo de navegación Omega indicó el blanco, unos 1 000 m dentro del terreno. Escaparon bajo el intenso fuego antiaéreo proveniente de Fitz Roy y de los cerros del norte. Al no tener crepúsculo de frente, se veían con nitidez los misiles, lo que facilitó la evasión. A los n.º 3 y 4 no les salieron las bombas y se les trabaron los cañones.
En el regreso, el 3 avistó a un avión inglés a 4 000 o 5 000 pies. Por esto continuó rasante. Se acopló al Parca 2, quien lo llevó hasta las proximidades de la base por tener pérdida de combustible el A-4C n.º 3.
Los 1 y 2 arribaron a San Julián a las 18:00 horas y los 3 y 4 a las 18:30 horas.

#### 9 de junio
- OF 1303. Indicativo: Cobra. Armamento: tres BRP de 250 kg. Misión: objetivo material (OM), buques en bahía, al sur de Fitz Roy. Tripulación: capitán Eduardo Almoño, alférez Guillermo Martínez, primer teniente Normando Costantino (a poco del despegue regresó por fallas del VHF) y alférez Gerardo Guillermo Isaac. Despegue: entre las 14:00 y 14:30 horas. Aterrizaje: en el mismo aeródromo entre las 16:00 y 17:00 horas.[26]

Esta escuadrilla fue precedida por la «Pitón» del Grupo 5 de Caza. Ambas reabastecieron del «Cierto 2» (KC-130H) en el PCRA previsto. Luego del REV, regresó el Cobra 4 por inconvenientes en el transvase.
Iniciaron la navegación Almoño y Martínez. Arribaron al punto 1 (52° 60′), luego al punto 2 (52° 57′ 30′′). Por fallas en dicho derrotero, en realidad estaban realizando una ruta apartada 20 mn al norte. Iban rasante y tomaron conocimiento del error al sobrevolar el monte Kent y encontrarse sobre bahía de la Anunciación. Decidieron regresar por la costa norte de las islas. Allí el guía notó una pérdida de combustible en el avión de su numeral. Esto fue causado por un impacto de un ave que también averió la manguera del sistema hidráulico de freno. No visualizaron buques, ni PAC, ni artillería antiaérea. No enlazaron con el CIC por tener órdenes de silencio de radio. Eyectaron las cargas externas y se dirigieron al PCRA, donde conectaron con el Cierto 2. Este los remolcó hasta 130 mn de San Julián. Aterrizó primero el n.º 2 con problemas de freno, enganchó barrera a las 17:00 horas. Lo siguió el n.º 1 consecutivamente.

### Después del conflicto

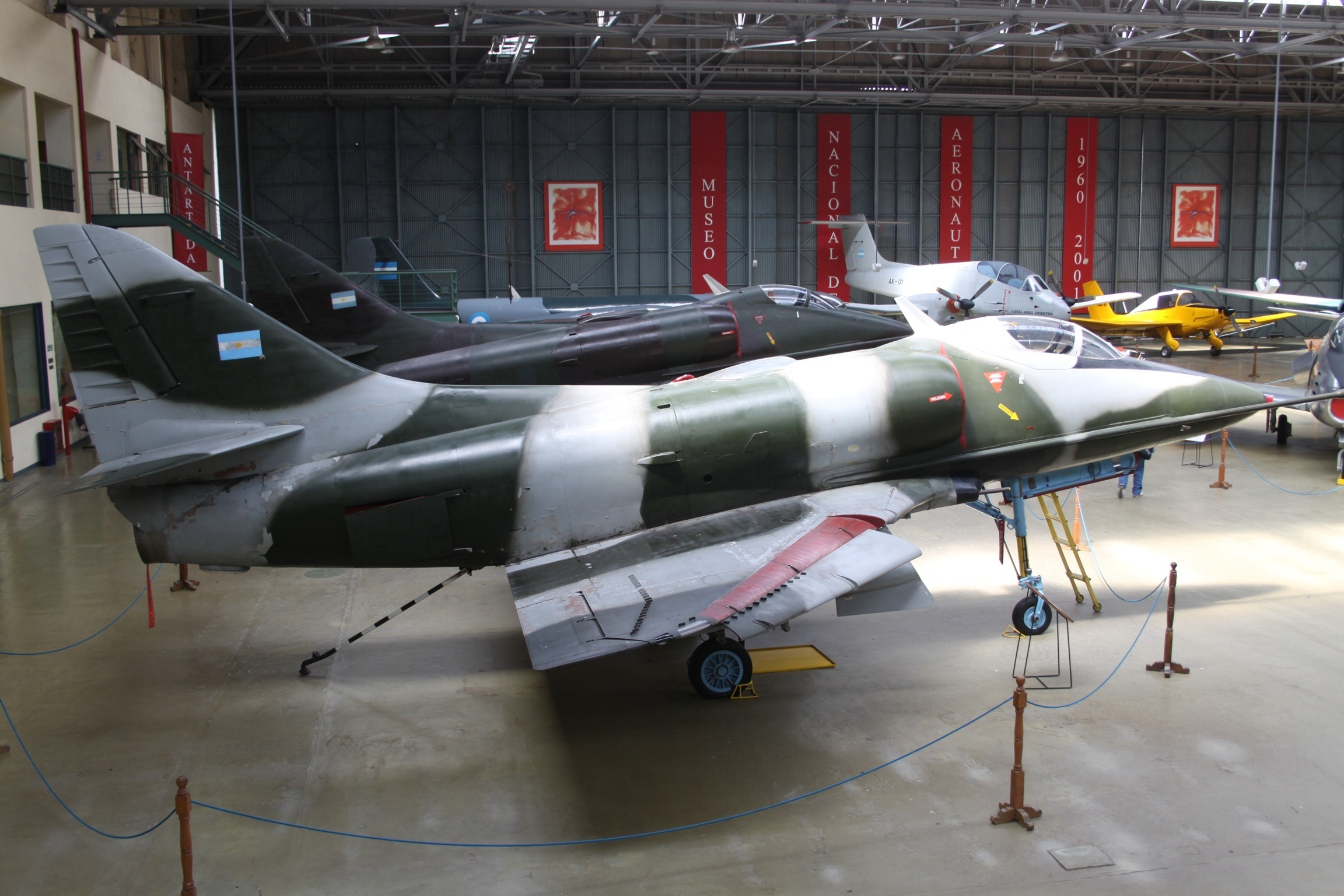
A-4C C-322 en el Museo Nacional de Aeronáutica

En 1983, los A-4C sobrevivientes fueron transferidos al Grupo 5 de Caza con asiento en la V Brigada Aérea, Villa Reynolds.
Actualmente el escuadrón está conformado por una flota de aviones IA-63 Pampa de fabricación nacional.